# Chessie System

Logo des Chessie System

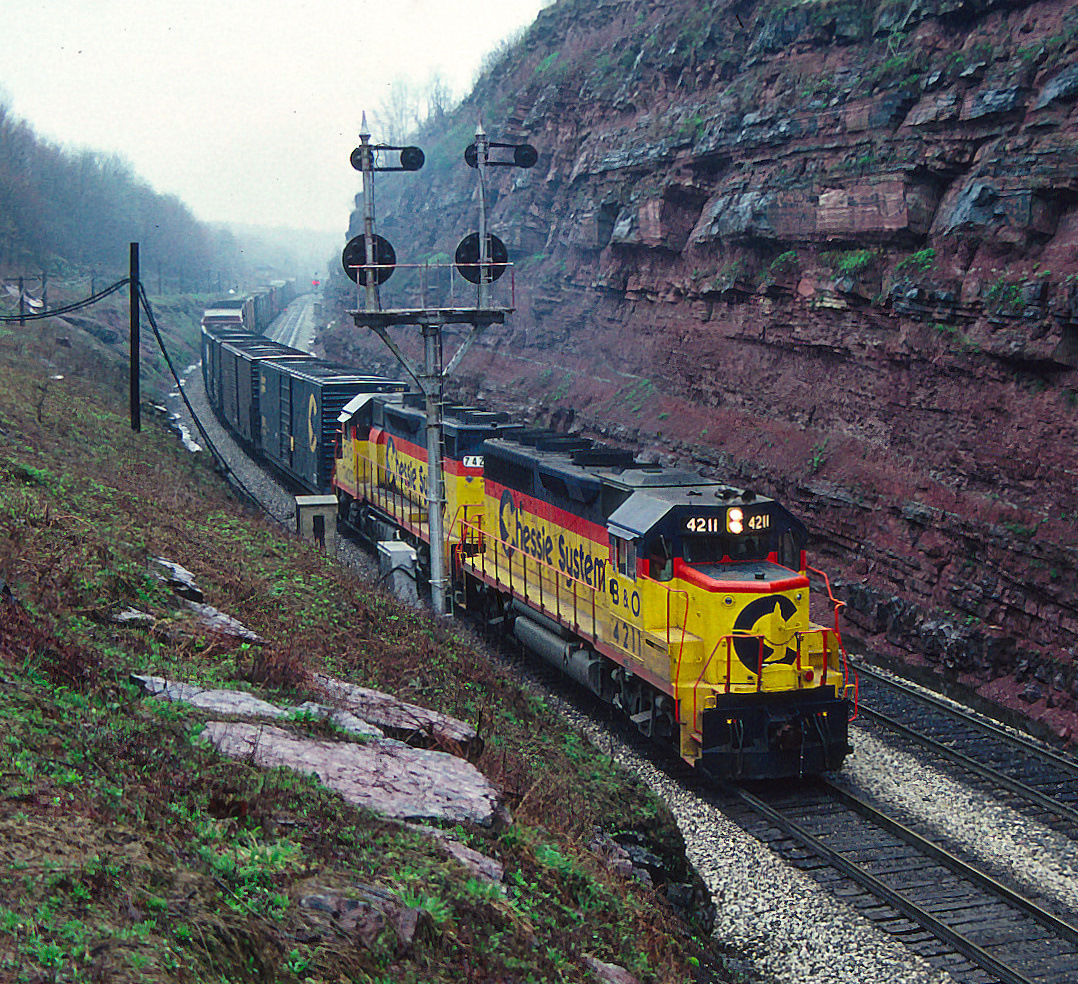
Lokomotiven der Chessie System Railroads auf der Sandpatch-Strecke

Die Chessie System Inc. war eine US-amerikanische Holdinggesellschaft für mehrere Eisenbahngesellschaften im Nordosten der USA. Firmensitz des Unternehmens war Cleveland (Ohio). Das Streckennetz hatte einen Umfang von rund 17.800 km.

## Streckennetz
Das Streckennetz reichte von Newport News über Richmond (Virginia) bis  nach Louisville (Kentucky), St. Louis, Springfield (Illinois), Chicago, im Norden bis nach Saginaw, Detroit, Buffalo und Rochester (New York), sowie Baltimore und Philadelphia.

## Geschichte
Die Chessie System Inc. entstand am 26. Februar 1973. Zu dieser Zeit kontrollierte die Chesapeake and Ohio Railway die Baltimore and Ohio Railroad und beide zusammen besaßen mehr als 90 % der Anteile an der Western Maryland Railway. Deshalb wurden am 15. Juni 1973 diese drei Eisenbahnen Tochterunternehmen der Chessie System.
Als gemeinsames Symbol wurde das Maskottchen der C&O Chessie gewählt. Die einzelnen  Bahngesellschaften behielten jedoch ihr Betriebsmaterial sowie ihre eigenen Abkürzungen (reporting marks), einigten sich aber auf eine neue quittengelbe Farbgebung mit roten und blauen Absetzstreifen. 
Am 1. November 1980 fusionierte Chessie System mit der Seaboard Coast Line Industries, der Muttergesellschaft der Seaboard Coast Line Railroad, zur CSX Corporation. Die Identität der jeweiligen Eisenbahngesellschaften sowie Chessie System als gemeinsamer Unternehmensbereich der Bahngesellschaften sollte jedoch noch eine Zeitlang erhalten werden. 
Mit der Übernahme des Betriebes der Western Maryland am 1. Mai 1983 durch die Baltimore & Ohio reduzierte sich das Chessie System auf zwei Gesellschaften. Nach der Fusion der Chesapeake & Ohio mit der Baltimore & Ohio am 30. April 1987 bestand Chessie System nur noch aus einer Gesellschaft. Deshalb erfolgte am 31. August 1987 schließlich die Fusion der Chessie System in die CSX Transportation.
Präsident der Gesellschaft war Hays T. Watkins, Jr., der vorherige Präsident und Chairman of the Board der C&O. Watkins wurde später Präsident und Chairman der CSX Corporation.